# 히가시쿠레하촌
히가시쿠레하촌(東呉羽村)은 도야마현 네이군에 있던 촌이다. 현재의 도야마시의 고부쿠 지역에 해당한다.

## 역사
- 1889년 4월 1일 - 정촌제 시행에 의해 네이군 히가시쿠레하촌이 성립하였다.
- 1926년 7월 1일 - 도야마시에 편입되었다.

## 참고문헌
- 『市町村名変遷辞典』東京堂出版、1990年。